# Skelleftehamn
Skelleftehamn är en tätort i Skellefteå Sankt Örjans distrikt i Skellefteå kommun, 15 kilometer sydöst om tätorten Skellefteå. Det är ett samhälle som är uppbyggt kring hamnen och Rönnskärsverken.

## Historia
1912 byggdes en järnvägsförbindelse från Skellefteå till fiskarbyn Kallholmen och året därpå stod den nya handelshamnen som fick namnet Skelleftehamn klar. Samhället Skelleftehamn grundades som brukssamhälle i och med byggandet av smältverket på Rönnskär 1928 och 1933 ändrades namnet officiellt från Kallholmen till Skelleftehamn.
Samhället växte snabbt i takt med att Rönnskär växte, och Rönnskärs moderbolag Boliden AB byggde upp de flesta husen i trakten. Bostäder för tjänstemän uppfördes redan 1929 och 1931 köptes mark från Skellefteå stad. I detta område byggdes arbetarbostäder, hus för tjänstemän, skola, kyrka och Folkets hus upp.

### Befolkningsutveckling
| Befolkningsutvecklingen i Skelleftehamn 1960–2020                                                           | Befolkningsutvecklingen i Skelleftehamn 1960–2020 | Befolkningsutvecklingen i Skelleftehamn 1960–2020 | Befolkningsutvecklingen i Skelleftehamn 1960–2020 | Befolkningsutvecklingen i Skelleftehamn 1960–2020 |
| --- | ------------------------------------------------- | ------------------------------------------------- | ------------------------------------------------- | ------------------------------------------------- |
| |                                                   |                                                   |                                                   |                                                   |
| År |                                                   |                                                   | Folkmängd                                         | Areal (ha)                                        |
| 1960 | 1960                                              |                                                   | 5 050                                             |                                                   |
| 1965 | 1965                                              |                                                   | 4 551                                             |                                                   |
| 1970 | 1970                                              |                                                   | 4 231                                             |                                                   |
| 1975 | 1975                                              |                                                   | 4 200                                             |                                                   |
| 1980 | 1980                                              |                                                   | 4 040                                             |                                                   |
| 1990 | 1990                                              |                                                   | 3 595                                             | 397                                               |
| 1995 | 1995                                              |                                                   | 3 298                                             | 397                                               |
| 2000 | 2000                                              |                                                   | 3 068                                             | 404                                               |
| 2005 | 2005                                              |                                                   | 3 120                                             | 404                                               |
| 2010 | 2010                                              |                                                   | 3 184                                             | 401                                               |
| 2015 | 2015                                              |                                                   | 3 069                                             | 251                                               |
| 2020 | 2020                                              |                                                   | 3 213                                             | 322                                               |
| Anm.: 2015 utbröts området Kallholmen och bildade en separat småort, som sedan 2018 uppgick i tätorten igen |                                                   |                                                   |                                                   |                                                   |

## Samhället
På orten finns en livsmedelsbutik ICA och restauranger, badhus med gym och sporthall, isbana, fotbollsplaner (konstgräs och gräs), utegym, elljusspår, Folkets Hus med biograf, bibliotek och fritidsgård, barnomsorg inklusive två skolor varav en mellan- och högstadieskola, en bensinstation och en bilverkstad, en kyrka (Sankt Örjans kyrka) och tre småbåtshamnar (Kurjoviken, Killingörviken och Näsuddens småbåtshamn)

## Kommunikationer
Stadstrafikens andra linje går regelbundet till och från Skellefteå. Godstågstrafik bedrivs också från ortens två järnvägsstationer som ligger på Skelleftebanan, persontrafiken till Skelleftehamns övre nedlades 1987 och mellan åren 1945 och 1987 fanns också en direkt sovvagnsförbindelse till Stockholms centralstation. 

## Näringsliv
De största arbetsgivarna är Rönnskärsverken, Kuusakoski och Railcare. Det finns även ett industriområde i Skelleftehamn som heter Sävenäs.

## Idrott
Den lokala fotbolls- och innebandyklubben heter Rönnskär Railcare IF. I näraliggande Klemensnäs finns idrottsföreningen Clemensnäs HC som räknas som lokal hockeyklubb även för Skelleftehamn.